# Sielsowiet Telechany
Sielsowiet Telechany (biał. Целяханскі сельсавет; ros. Телеханский сельсовет) – sielsowiet na Białorusi, w obwodzie brzeskim, w rejonie iwacewickim, z siedzibą w Telechanach.
Według spisu z 2009 Telechany, possowiet Telechany oraz sielsowiet Wygonoszcza zamieszkiwało 7224 osób, w tym 6994 Białorusinów (96,82%), 159 Rosjan (2,20%), 39 Ukraińców (0,54%), 18 Polaków (0,25%), 6 osób innych narodowości i 8 osób, które nie podały żadnej narodowości. W 2020 liczba mieszkańców wyniosła 6892 osób.
Największą miejscowością są Telechany z 4407 mieszkańcami. Ponad 100 osób mieszka także w Hortolu (859 mieszkańców), Wólce Telechańskiej (664 mieszkańców), Wygonoszczy (436 mieszkańców), Sominie (282 mieszkańców) i w Krahlewiczach (183 mieszkańców). Każdą z pozostałych miejscowości zamieszkuje poniżej 100 osób.

## Historia
26 czerwca 2013 połączono possowiet Telechany i osiedle typu miejskiego Telechany w sielsowiet Telechany oraz przyłączono do niego w całości, likwidowany sielsowiet Wygonoszcza.

## Miejscowości
- osiedle typu miejskiego:
  - Telechany
- agromiasteczko:
  - Hortol
- wsie:
  - Bobrowicze
  - Hliniszcze
  - Krahlewicze
  - Somino
  - Wólka Telechańska
  - Wygonoszcza
- dawne wsie:
  - Tupice
  - Wiado